# David Moreton, 7. Earl of Ducie
David Leslie Moreton, 7. Earl of Ducie (* 20. September 1951) ist ein britischer Adliger, Politiker, Grundbesitzer und Landwirt.

## Leben
Er ist der älteste Sohn von Basil Moreton, 6. Earl of Ducie und dessen Gattin Dorothy Bell. Ab 1952 führte er als Heir apparent seines Vaters den Höflichkeitstitel Lord Moreton.
Er wurde am Cheltenham College erzogen. Sein landwirtschaftliches Studium am Wye College der London University schloss er 1973 Bachelor of Science (B.Sc.Ag.) ab.
Beim Tod seines Vaters erbte er 1991 dessen Adelstitel als 7. Earl of Ducie, 10. Baron Ducie und 7. Baron Moreton, sowie dessen Ländereien. Mit den Titeln war ein erblicher Sitz im House of Lords verbunden. Im Hansard sind keine Parlamentsreden von ihm verzeichnet. Durch die Reformen des House of Lords Act 1999 verlor er schließlich seinen Parlamentssitz.

## Ehe und Nachkommen
Er ist seit 1975 mit Helen Duchesne verheiratet. Mit ihr hat er zwei Kinder:
- James Berkeley Moreton, Lord Moreton (* 1981)
- Lady Claire Alison Moreton (* 1984)